# Folco Quilici

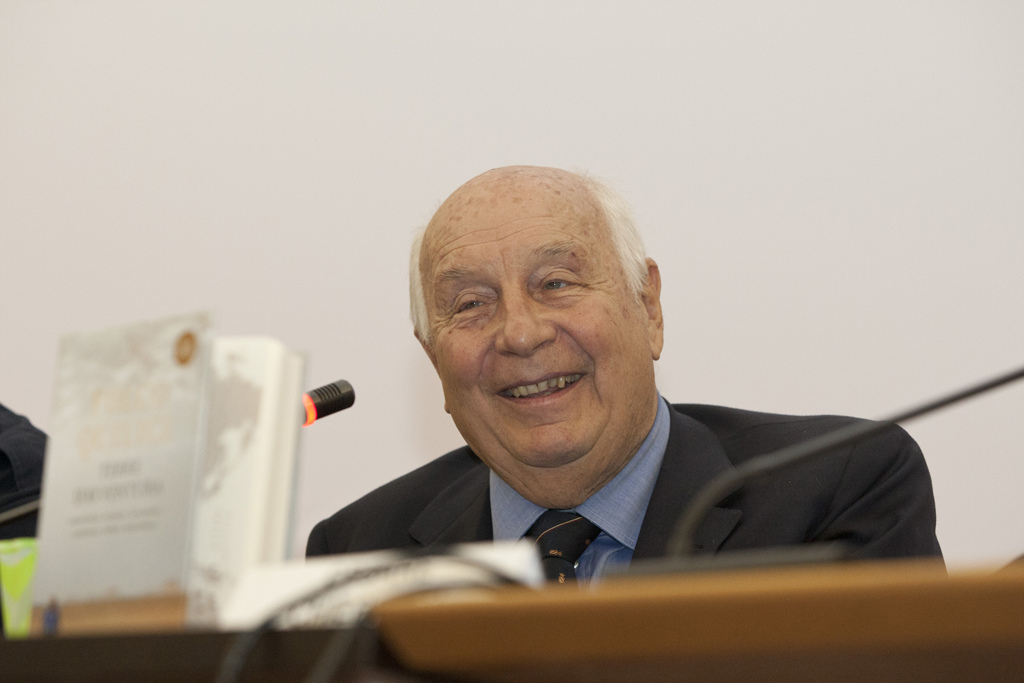
Folco Quilici 2011

Folco Quilici (* 9. April 1930 in Ferrara; † 24. Februar 2018 in Orvieto) war ein italienischer Dokumentarfilmer und Autor.

## Leben
Quilici, Sohn des Journalisten Nello Quilici und der Malerin Emma Buzzacchi, besuchte nach Anfängen im Amateurfilmbereich das Centro Sperimentale di Cinematografia und widmete sich ab 1952 dem Dokumentarfilm, dem er bis weit ins neue Jahrtausend in kurzen, mittellangen und manchen abendfüllenden Werken treu geblieben war. Im Bereich der Unterwasseraufnahmen leistete er grundlegende Arbeit.
1954 erschien sein erster Kinofilm, Sesto continente, dem bis Mitte der 1970er Jahre einige weitere folgten (fast immer nach eigenem Buch, mit eigener Kameraarbeit und selbst geschnitten), manchmal als Mischung von Spiel- und Dokumentaranteilen und auch sie meist in maritimem Umfeld angesiedelt. Neben zahlreichen kurzen Filmen arbeitete Quilici auch als Second Unit-Regisseur für Spielfilme wie Orca – Der Killerwal oder Kaos. Zwischen 1966 und 1978 realisierte er für Esso eine Serie von vierzehn Dokumentationen, bei denen Luftaufnahmen im Mittelpunkt standen und für die er mit bedeutenden Literaten und Historikern seiner Zeit zusammenarbeitete. Ebenfalls seit Mitte der 1960er Jahre war er bis 2010 für eine große Anzahl Fernseh-Dokumentationen verantwortlich. Seine Arbeiten wurden mit etlichen Preisen ausgezeichnet.
2002 erhielt Quilici den Preis NEOS der italienischen Reisejournalisten für seine Verdienste um das Thema. Von 2003 bis 2006 präsidierte er dem Istituto Centrale per la ricerca Scientifica e Tecnologica Applicata al Mare. Dozententätigkeiten ergänzten seine Arbeiten.
Seit 1975 und insbesondere im neuen Jahrtausend war Quilici auch Autor zahlreicher seiner anderen Arbeit korrespondierender Bücher. 2011 und 2012 erschienen Kinderbücher aus seiner Feder.

## Filmografie (Auswahl)
- 1954: Der sechste Kontinent (Sesto continente)
- 1956: Das letzte Paradies (L'ultimo paradiso)
- 1961: Mein Freund, die Bestie (Ti-Koyo e il suo pescecane)
- 1964: Sklaven heute – Geschäft ohne Gnade (Le schiave esistono ancora)
- 1970: Abenteurer der Südsee (Oceano)
- 1975: Fratello Mare – Mein Bruder ist das Meer (Fratello mare)